# Turbonilla aripana
Turbonilla aripana är en snäckart som beskrevs av Strong 1949. Turbonilla aripana ingår i släktet Turbonilla och familjen Pyramidellidae. Inga underarter finns listade i Catalogue of Life.